# Willie Nelson
Willie Nelson (Abbott, Texas, 1933. április 29. –) többszörös Grammy-díjas amerikai zenész, színész, közéleti aktivista.
Habár Willie Nelson a country királya, játszik bluest, rock and rollt és dzsesszt is. Hétszer kapta meg a Grammy-díjat, többször az American Music Awardsot és a Country Music Awardot. Lemezeinek száma 100 körül van. A Billboardon is tucatnyi első helyet nyert el.

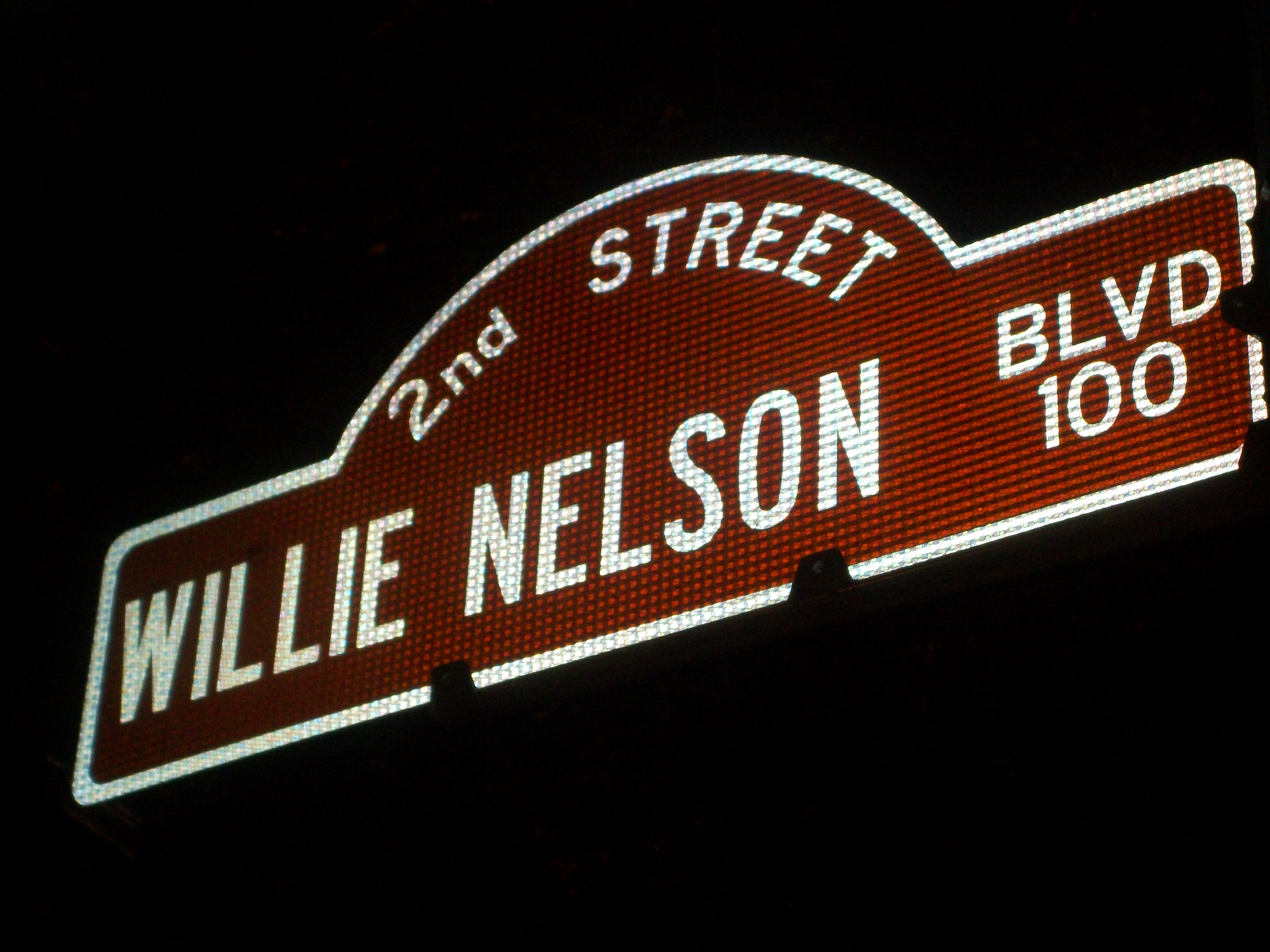

## Pályakép
Az 1929–33-as gazdasági világválság idején született. Ősei között írek, angolok, indiánok voltak. Nagyapja kovács, az édesapja gépész volt. A család 1929-ben Arkansasba költözött. Születése után édesanyja elhagyta a családot. Apja újraházasodott ugyan, ám rövidesen ő is elhagyta a a gyerekeket, akikről ezután a nagyszülők gondoskodtak.
A nagyszülők megismertették unokáikat a zenével. Nelson már hatéves korában kapott egy gitárt a nagyapjától, és kilenc évesen megírta első dalát, minek köszönhetően a Bohemian Polka gitárosa lett. Frank Sinatra, Louis Armstrong és Hank Williams dalait énekelte.
Agráripari tanulmányokba kezdett, de a zenélés miatt azt hamar feladta. Volt autószerelő, nyeregkészítő, fametsző, olajbányász is. Aztán lemezlovas állást kapott egy helyi rádiónál. Így aztán hamarosan jelentősebb rádióállomásoknál is dolgozhatott.

## Lemezek
(válogatás)
- And Then I Wrote (1962)
- Country Willie: His Own Songs (1965)
- The Party's Over (1967)
- Texas In My Soul (1968)
- Laying My Burdens Now (1970)
- Yesterday’s Wine (1971)
- Shotgun Willie (1973)
- Red Headed Stranger (1975)
- The Troublemaker (1976)
- To Lefty From Willie (1977)
- Stardust (1978)
- Pretty Paper (1979)
- One For The AARoad (1979)
- San Antonio Rose (1980)
- Music from „Songwriter” (1984)
- Me and Paul (1985)
- Partners (1986)
- Across The Borderline (1993)
- Six Hours To Pedernale (1995)
- Spirit (1996)
- Me and The Drummer (2000)
- Milk Cow Blues (2000)
- Artist’s Choice: Willie Nelson (2004)
- Two Man With The Blues (2008)
- Here We Go Again: Celebrating The Genius of Ray Charles (2011)